# گم یک سفلی
گم یک سفلی (یا گمک)، روستایی از توابع بخش مرکزی شهرستان ایذه در استان خوزستان ایران است. این روستا یکی از بافت‌های تاریخی این شهرستان به حساب می‌آید بیشترین ٱثار یافت شده در این روستا به تمدن الیمایی‌ها برمی‌خورد که ساکنان این روستا ز طایفه عالی محمودی یا همان بازماندگان الیمایی هستند

## جمعیت
این روستا در دهستان هلایجان قرار دارد و براساس سرشماری مرکز آمار ایران در سال ۱۳۸۵، جمعیت آن ۴۰ نفر (۶خانوار) بوده است.